# Atinge-mă
Atinge-mă este albumul de debut al formației Impact.

## Lista cântecelor
1. „Hai, vino inapoi”
2. „Sus mâinile”
3. „Romambo”
4. „Strident”
5. „Când te apropii”
6. „Încă o dată Hey Hoo”
7. „Te iubesc”
8. „Rămâi cu mine în noaptea asta ”
9. „Aș da zile...”
10. „Atinge-mă”